# A Outra (telenovela de 1965)
A Outra foi uma telenovela brasileira exibida pela TV Tupi, entre 14 de julho e 20 de outubro, em 119 capítulos às 20h.
Baseada no original de Dario Nicodemi, foi escrita por Walter George Durst, e dirigida por Geraldo Vietri

## Sinopse
O casamento de Lúcia e Gustavo está ameaçado pela presença da "outra", Cibele.

## Elenco
- Geórgia Gomide - Lúcia[2]
- Walmor Chagas - Gustavo[2]
- Guy Loup - Cibele[2]
- Vida Alves - Ofélia[2]
- Juca de Oliveira - Vicente[2]
- Débora Duarte - Carina[2]
- Paulo Figueiredo - Leandro[2]
- Norah Fontes - Dircília[2]
- Elias Gleizer - Sebastião[2]
- Rildo Gonçalves - Rodrigo[2]
- Xisto Guzzi - Santana[2]
- Elizabeth Hartmann - Beth[2]
- Lisa Negri - Madalena[2]
- Tony Ramos - Vevé[2]